# Terayama Shūji
Terayama Shūji (寺山 修司?   1935-1983) fue un escritor y director de cine y teatro de vanguardia, considerado como uno de los artistas más productivos y provocativos de la historia de Japón. 
Nació el 10 de diciembre de 1935, como hijo único de Terayama Hachiro y Terayama Hatsu, en la ciudad de Hirosaki (Aomori). En 1945, su padre muere en plena guerra del Pacífico, y su madre decide mudarse a Kyūshū, para trabajar en una base militar estadounidense, mientras él se queda a vivir con sus abuelos, en la ciudad de Misawa (también en Aomori). Durante este tiempo, Terayama vivió los bombardeos de Aomori, que mataron a más de 30000 personas. 
Ingresó en el instituto de la prefectura de Aomori en 1951, y en 1954 ingresó en la prestigiosa Universidad de Waseda, donde comenzó a estudiar filología y literatura japonesa. Sin embargo, Terayama pronto cayó enfermo y dejó de ir a la universidad, por lo que terminó educándose trabajando en varios bares de Shinjuku. Este hecho marcó claramente su obra; en ella, él solía defender la idea de que "se aprendía más sobre la vida a través del boxeo y de las carreras de caballos que asistiendo a clases magistrales, o estudiando duramente". Esta forma de vida lo convirtió en una de las figuras más destacadas del movimiento "fugitivo", desarrollado en Japón a finales de la década de 1960. El título de uno de sus libros más celebrados resume la filosofía del movimiento: ¡Tira tus libros, y sal a la calle!
En 1967 forma el Tenjo Sajiki, grupo de teatro cuyo nombre provenía de la traducción al japonés del título de la película de Marcel Carné Les enfants du paradis (1945). El grupo pronto se orientó al arte vanguardista de crítica social; alguna de sus obras más conocidas de este contexto, son Bluebeard, Yes y The crime of Fatso Oyama, entre otras. También estuvieron implicados en el grupo el artista Tadanori Yokoo, el cual diseñó muchos de los carteles de las obras, el compositor de música experimental J.A. Seazer y el músico folk Mikami Kan.
Terayama era también un original y apasionado poeta, campo en el que comenzó a destacar cuando tenía 18 años y ganó el segundo premio de los Tanka Studies Award. Se dedicó con igual entusiasmo al cine y llegó a realizar más de 20 películas en las que se aprecia aún más que en el resto de su obra su particular (y polémico) punto de vista sobre la sociedad y los valores contemporáneos y, sobre todo, su afán por experimentar, tanto en la técnica como en el contenido de sus obras. 
Se casó con Kyoko Kujo, confundadora del grupo Tenjo Sajiki, pero posteriormente se divorció; no obstante, continuó colaborando con ella hasta su muerte por cirrosis, ocurrida el 4 de mayo de 1983.

## Obra
Cortometrajes:
- Catology (1960)
- The Cage / Ori (1964)
- Emperor Tomato Ketchup / Tomato Kechappu Kotei (1971)
- The War of Jan-Ken Pon / Janken Seno (1971)
- Rolla (1974)
- Chofuku-ki (1974)
- Young Person's Guide to Cinema / Seishonen no Tame no Eiga Nyumon (1974)
- The Labyrinth Tale / Meikyu-tan (1975)
- Hoso-tan (1975)
- Der Prozess (1975)
- Les Chants de Maldoror / Marudororu no Uta (1977)
- The Eraser / Keshigomu (1977)
- Shadow Film - A Woman with Two Heads (1977)
- The Reading Machine / Shokenki (1977)
- An Attempt to Describe the Measure of A Man / Issunboshi o Kijutsusuru Kokormoi (1977)
- Labyrinth in the Field / Nito-onna - Kage no Eiga (1978)

Largometrajes:
- Throw Away Your Books, Go Out into the Streets! / Sho o Suteyo, Machi e Deyo (1971)
- Death in the Country / Den'en ni Shisu (aka: "Pastoral Hide and Seek")(1974)
- Boxer / Bokusa (1977)
- Fruits of Passion / Shanhai Ijin Shokan (1981)
- Grass Labyrinth / Kusa-meikyu (1983)
- Farewell Ark / Saraba hakobune (1984)

- Wikimedia Commons alberga una categoría multimedia sobre Terayama Shūji.

- Datos: Q739129
- Multimedia: Shuji Terayama / Q739129